# Mikolas Josef
Mikolas Josef (født 4. oktober 1995) er en tjekkisk sanger, og sangskriver, som repræsenterede Tjekkiet ved Eurovision Song Contest 2018 med sangen "Lie to Me". Han opnåede en Sjetteplads i den europæiske sangkonkurrence.